# Nadškofija Montréal
Nadškofija Montréal je rimskokatoliška nadškofija s sedežem v Montréalu (Québec, Kanada).

## Geografija
Nadškofija zajame področje 947 km² s 2.468.000 prebivalci, od katerih je 1.742.000 rimokatoličanov (70,6 % vsega prebivalstva).
Nadškofija se nadalje deli na 179 župnij.

## Nadškofje
- Edouard Charles Fabre (8. junij 1886-30. december 1896)
- Louis Joseph Napoléon Paul Bruchési (25. junij 1897-20. september 1939)
- George Gauthier (18. oktober 1921-31. avgust 1940)
- Joseph Charbonneau (31. avgust 1940-9. februar 1950)
- Paul-Émile Léger (25. marec 1950-20. april 1968)
- Paul Grégoire (20. april 1968-17. marec 1990)
- Jean-Claude Turcotte (17. marec 1990-20. marec 2012)
- Christian Lépine (20. marec 2012-danes)